# Бекирова, Ребия Бекировна
Ребия Бекировна Бекирова (1904, Бахчисарай, Таврическая губерния — 1939) — советский государственный и общественный деятель. Член ВКП(б) (1927—1938). Народный комиссар здравоохранения Крымской АССР (1934—1937). Награждена Орденом Трудового Красного Знамени (1933). Репрессирована в 1938 году. Посмертно реабилитирована в 1980 году.

## Биография
Родилась в 1904 году в Бахчисарае в семье кустаря. Крымская татарка.
Окончила Симферопольскую татарскую учительскую школу, где получила квалификацию учителя первой степени. В течение года училась в Коммунистическом университете трудящихся Востока имени И. В. Сталина в Москве. Вернувшись в Крым, некоторое время преподавала в Областном татарском медицинском политехникуме.
В 1923 году вступила в комсомол, а в 1927 году — в коммунистическую партию. Являлась заместителем председателя областного бюро юных пионеров при областном комитете ВЛКСМ. Член правления Центральной ревизионной комиссии. Трудилась в женском отделении Бахчисарайского райкома партии, заведовала сектором работниц и крестьянок, являлась заместителем заведующей отдела руководящих партийных органов крымского обкома ВКП(Б).
В 1931 году назначена заведующей женского сектора агитмассового отдела областного комитета. В следующем году Бекирова стала заместителем Народного комиссара просвещения, параллельно работая в областном комитете ВКП(б). С февраля 1932 года — член редакционной коллегии журнала «Къадынлыкъ социализм ёлунда» («Путь женщины к социализму»).
В 1934 году получила должность Народного комиссара здравоохранения Крымской АССР. В 1937 году рекомендована в совет Народного комиссариата здравоохранения РСФСР.
29 июня 1938 года, во время сталинских репрессий, была арестована по 58-й статье как член «контрреволюционной националистической организации» и обвинена в подготовке «бактериологической войны против советского народа». На момент ареста проживала в Симферополе и являлась продавцом магазина «Роскультторга». 23 июля 1939 года НКВД прекратило дело в связи со смертью Бекировой. Реабилитирована 26 декабря 1980 года.
Сведения о деятельности Бекировой хранятся в Государственном архиве Крыма. В 2017 году портрет Ребии Бекировой обнаружила заведующая отделом фондов Музея истории города Симферополя Э. М. Денислямова.

## Награды и звания
- Орден Трудового Красного Знамени (1933) — за умелую и активную работу по вовлечению женщин-татарок в общественную жизнь страны[2]